# Студентські об'єднання
Студентські об'єднання — асоціації студентів, метою діяльності яких є надання допомоги студентській молоді, створення механізмів реалізації студентської ініціативи, захист соціальних, економічних та інших інтересів студентства. У більшості ЗВО України сформовані самостійні студентські організації. Пріоритетною функцією студентського руху в Україні стала соціальна: розв'язання соціально-економічних проблем студентства, захист їхніх прав та інтересів. Час від часу студентство виявляє і високу політичну активність.

## Класифікація
У сучасному студентському русі функціонують кілька типів об'єднань:
- Профспілки. Їхніми першочерговими завданнями є розв'язання соціальних проблем студентства, захист інтересів молодих людей перед державою та адміністрацією ЗВО (Перша українська студентська профспілка ПОСТУП, профспілка студентів «Пряма дія», Асоціація студентських профспілкових організацій України).
- Органи студентського самоврядування. Створюються і функціонують з метою забезпечення виконання студентами своїх обов'язків і захисту їхніх прав, сприяння гармонійному розвитку особистості студента, формуванню в нього навичок майбутнього організатора, керівника. Вищим органом студентського самоврядування є загальні збори (конференція). Виконавчий орган студентського самоврядування може мати різноманітні форми: студентська спілка, сенат, парламент, старостат, студентська навчальна (наукова) частина, студентський деканат, рада тощо.
- Фахові студентські організації та об'єднання за інтересами. Організації такого типу поширені в межах окремих ВНЗ та факультетів (наприклад, асоціації студентів-юристів, історичні студентські товариства тощо).
- Громадські студентські організації. Цей тип об'єднань репрезентує насамперед громадсько-політичну ініціативу студентства та обстоює його права.
- Братства. Передбачає більш тісне спілкування членів об'єднання, часто включає спільне проживання, проводження вільного часу.

## Студентські об'єднання (братства) в США та Канаді
«Організації, названі грецькими літерами» зазвичай поділяються на чоловічі та жіночі, членство в цих організаціях передбачає активну діяльність тільки в період останніх років навчання у закладі вищох освіти, хоча існують і винятки з цього правила. Названі переважно грецькими літерами, наприклад ΑΔΠ (Альфа Дельта Пі). Більшість з цих організацій — громадські, що позначають себе товариствами та допомагають своїм членам в соціальному аспекті та в процесі адаптації в соціумі після випуску із закладу вищої освіти.